# Federação da Bósnia e Herzegovina
A Federação da Bósnia e Herzegovina (em bósnio: Federacija Bosne i Hercegovine, em croata: Federacija Bosne i Hercegovine, em sérvio: Федерација Босне и Херцеговине) (ou Herzegóvina) é uma das duas entidades da Bósnia e Herzegovina, sendo a outra a República Sérvia (República Srpska). A Federação da Bósnia e Herzegovina é composta por dez cantões autônomos com seus próprios governos e legislaturas.
A Federação foi criada pelo Acordo de Washington de 1994, que pôs fim à guerra croata-bosníaca dentro da Guerra da Bósnia, e estabeleceu uma assembleia constituinte que continuou seu trabalho até outubro de 1996. A Federação tem uma capital, um governo, um presidente, um parlamento, departamentos alfandegários e policiais e dois sistemas postais. Ocupa cerca de metade do território da Bósnia e Herzegovina. De 1996 a 2005, teve seu próprio exército, o Exército da Federação da Bósnia e Herzegovina, posteriormente incorporado às Forças Armadas da Bósnia e Herzegovina. A capital e maior cidade é Sarajevo, com 275.524 habitantes.

## História

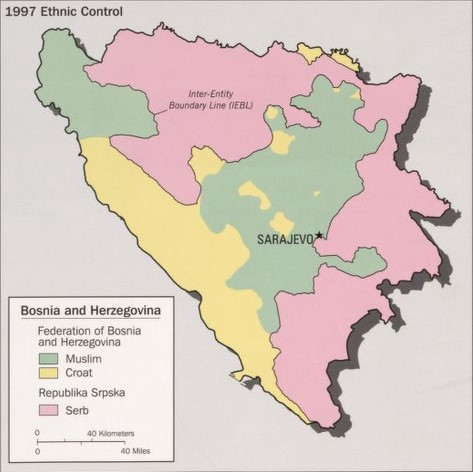
Bósnia e Herzegovina em 1997
Áreas de maioria bósnia
Áreas controladas pelos croatas em 1997

Bandeira da Federação de 1996 a 2007

Brasão da Federação de 1996 a 2007

A base para a criação da Federação da Bósnia e Herzegovina foi estabelecida pelo Acordo de Washington, de março de 1994. Nos termos do acordo, o território combinado controlado pelo Exército da República da Bósnia e Herzegovina e pelas forças do Conselho de Defesa da Croácia seria dividido em dez cantões autônomos, de acordo com o plano Vance-Owen. O sistema cantonal foi escolhido para evitar o domínio de um grupo étnico sobre outro. No entanto, grande parte do território que os croatas e os bósnios reivindicavam para a sua Federação ainda era controlada pelos sérvios da Bósnia.
O Acordo de Washington foi implementado durante a primavera de 1994, com a convocação de uma Assembleia Constitucional, que em 24 de junho adotou e proclamou a Constituição da Federação da Bósnia e Herzegovina. Em 1995, as forças bósnias e croatas bósnias da Federação da Bósnia e Herzegovina derrotaram as forças da Província Autônoma da Bósnia Ocidental, e este território foi adicionado à federação (Cantão de Una-Sana).

### Pós-guerra
Pelo Acordo de Dayton de 1995, que pôs fim à guerra de quatro anos, a Federação da Bósnia-Herzegovina foi definida como uma das duas entidades da Bósnia e Herzegovina, compreendendo 51% da área do país, juntamente com a República Sérvia. Os cantões e a estrutura federal foram construídos de forma bastante lenta após a guerra. As instituições separatistas croatas como a Herzeg-Bósnia existiram e funcionaram paralelamente às da Federação até 1996-97, quando foram gradualmente eliminadas. Em 8 de março de 2000, o Distrito de Brčko foi formado como um distrito autônomo dentro da Bósnia e Herzegovina e foi criado a partir de parte do território de ambas as entidades bósnias. O Distrito de Brčko é agora um condomínio que pertence a ambas as entidades.
Em 2001-2002, o Gabinete do Alto Representante (OHR) impôs alterações à Constituição da Federação e à sua lei eleitoral, em conformidade com as decisões do Tribunal Constitucional da Bósnia e Herzegovina sobre a igualdade política dos três povos constituintes (U-5/98). Isso provocou a indignação dos croatas bósnios, que alegaram ter sido privados de seus direitos de representação, uma vez que os bósnios passaram a controlar a maioria na câmara alta.
Políticos croatas insatisfeitos criaram uma Assembleia Nacional Croata separada, realizaram um referendo paralelo às eleições e proclamaram a sua autonomia nas áreas de maioria croata da Federação. As suas tentativas terminaram pouco depois de uma repressão pela SFOR e de processos judiciais.
Insatisfeitos com a representação dos croatas na Federação, os partidos políticos croatas insistem na criação de uma unidade federal de maioria croata em vez de vários cantões. O SDA e outros partidos bósnios opõem-se veementemente a esta medida. Em setembro de 2010, o International Crisis Group alertou que "as disputas entre os líderes bósnios e croatas e um sistema administrativo disfuncional paralisaram a tomada de decisões, colocaram a entidade à beira da falência e provocaram agitação social".
Em 2010-2014, o Governo da Federação foi formado pelo SDP sem o consentimento dos principais partidos políticos croatas, o que levou a uma crise política. Paralelamente às negociações facilitadas pela UE sobre a questão Sejdic-Finci a nível estatal, em fevereiro de 2013, a embaixada dos EUA apoiou um grupo de trabalho de peritos que apresentou 188 recomendações à Câmara dos Representantes da Federação da Bósnia e Herzegovina em 2013, com o objetivo de abordar as estruturas de governação dispendiosas e complexas, com competências sobrepostas entre a Federação, os cantões e os municípios, tal como atualmente previstas na Constituição da Federação. A iniciativa acabou por não ser adotada pelo Parlamento.
Em dezembro de 2016, o Tribunal Constitucional da Bósnia-Herzegovina aboliu a fórmula eleitoral para a eleição indireta da Câmara dos Representantes da Federação, afirmando que esta não garantia a representação legítima dos povos constituintes. É de salientar que a decisão não coincidiu com um parecer amicus curiae da Comissão de Veneza sobre a mesma matéria. Na ausência de alterações legislativas para rever a Lei Eleitoral, no verão de 2018, a Comissão Eleitoral Central da Bósnia-Herzegovina promulgou provisoriamente uma nova fórmula para a composição da Câmara do Povo, baseada na fórmula da representação mínima (um deputado por cada povo constituinte por cada cantão) e no censo de 2013.
Em janeiro de 2017, a Assembleia Nacional da Croácia declarou que “se a Bósnia e Herzegovina quer se tornar autossustentável, é necessária uma reorganização administrativa-territorial, que incluiria uma unidade federal com maioria croata. Essa continua sendo a aspiração permanente do povo croata da Bósnia e Herzegovina”.
Em 2022, o Alto Representante impôs alterações à Constituição federal e à Lei Eleitoral, implementando o veredicto Ljubic. As alterações também reconstruíram o equilíbrio original de poder entre croatas e bósnios na Federação, tal como previsto no Acordo de Washington. Em 2023, o Alto Representante suspendeu a Constituição federal por um dia, a fim de impor um novo governo. Isto criou um enorme escândalo e uma crise política. Alguns viram isso como um ato de “traição”.

## Limite geográfico
A Linha de Demarcação Inter-Entidades (IEBL) que distingue as duas entidades da Bósnia e Herzegovina segue ao longo das linhas da frente tal como existiam no final da Guerra da Bósnia, com ajustes (principalmente na parte ocidental do país e em torno de Sarajevo), tal como definido pelo Acordo de Dayton. A extensão total da IEBL é de aproximadamente 1.080 km. A IEBL é uma demarcação administrativa e não é controlada pelas forças armadas ou pela polícia, sendo possível circular livremente através dela.
Cinco dos cantões (Una-Sana, Tuzla, Zenica-Doboj, Podrinje Bósnio e Sarajevo) são cantões com maioria bósnia, três (Posavina, Herzegovina Ocidental e Cantão 10) são cantões com maioria croata e dois (Bósnia Central e Herzegovina-Neretva) são “etnicamente mistos”, o que significa que existem procedimentos legislativos especiais para a proteção dos povos constituintes. Uma parte significativa do distrito de Brčko também fazia parte da Federação; no entanto, quando o distrito foi criado, tornou-se território partilhado por ambas as entidades, mas não foi colocado sob o controlo de nenhuma delas, estando, portanto, sob a jurisdição direta da Bósnia e Herzegovina. Atualmente, a Federação da Bósnia e Herzegovina tem 79 municípios.

## Política
O governo e a política da Federação são dominados por três grandes partidos: o Partido Bósnio da Ação Democrática (SDA), o Partido Social Democrata (SDP BiH), multiétnico, e a União Democrática Croata (HDZ BiH).
As instituições incluem:
- Presidente Federal com dois vice-presidentes
- Governo Federal com representação étnica garantida
- Parlamento bicameral:
  - Câmara dos Representantes como câmara baixa e
  - Câmara dos Povos como câmara alta, protegendo os interesses dos três povos constituintes;
- Tribunal Constitucional Federal.

Uma vez que os bósnios representam cerca de 70,4% da população da Federação, os croatas 22,4% e os sérvios apenas cerca de 2%, a Câmara dos Povos do Parlamento (com representação igual para as três nacionalidades) deve garantir que os interesses dos croatas, sérvios e das minorias nacionais sejam representados de forma justa durante a formação do governo e no processo legislativo. A Federação também está dividida em dez cantões altamente autónomos. Cada um deles tem o seu próprio governo, assembleia e competências exclusivas e partilhadas. Em 2010, o Tribunal Constitucional da Federação decidiu que dois ministérios da Federação – o Ministério da Educação e Ciência e o Ministério da Cultura e Desporto – são inconstitucionais, uma vez que a educação e a cultura são da competência exclusiva dos cantões.

### Divisão política
A Federação da Bósnia e Herzegovina é composta por dez cantões (em bósnio: kantoni, em croata: županije):

## Dados demográficos
População da Federação da Bósnia e Herzegovina por grupo étnico, 1991–2013
| Grupo étnico       | Censo de 1991 | Censo de 1991 | Censo de 2013 | Censo de 2013 |
| Grupo étnico       | Números       | %             | Números       | %             |
| ------------------ | ------------- | ------------- | ------------- | ------------- |
| Muçulmanos/bósnios | 1,423,593     | 52.34%        | 1,562,372     | 70.40%        |
| Croatas            | 594,362       | 21.85%        | 497,883       | 22.44%        |
| Sérvios            | 478,122       | 17.58%        | 56,550        | 2.55%         |
| Iugoslavos         | 161,938       | 5.95%         |               |               |
| Outros             | 62,059        | 2.28%         | 102,415       | 4.61%         |
| Total              | 2,720,074     | 2,720,074     | 2,219,220     | 2,219,220     |